# Kremlin-Bicêtre United Futsal
Il Kremlin-Bicêtre United Futsal è una squadra francese di calcio a 5, fondata nel 2002 con sede a Le Kremlin-Bicêtre.

## Palmarès
- Campionato francese: 4

2009-10, 2014-15, 2015-16, 2017-18
- Coppa di Francia: 3

2013-14, 2015-16, 2017-18